# 사가 대학
사가 대학(일본어: 佐賀大学, Saga University)은 일본의 국립 대학이다. 대학 본부는 사가현 사가시에 있다.

## 연혁
사가 대학은 1949년에 사가 고등학교(佐賀高等學校), 사가 사범학교(佐賀師範學校), 사가 청년 사범학교(佐賀靑年師範學校)를 통합하여 설립되었다. 2003년에 사가 의과대학(佐賀醫科大學)과 통합하였다.
- 1949년 : 사가 대학 발족 (학부: 문리학부, 교육학부).
- 1955년 : 농학부 설치.
- 1966년 : 문리학부를 분리: 경제학부, 이공학부, 교양부.
- 1976년 : 사가 의과 대학 설립.
- 1996년 : 교양부를 폐지. 교육학부를 문화교육학부로 개편.
- 2003년 : 사가 의과 대학을 통합. 의학부 설치.

이하, 사가 대학에 통합된 구 학교들의 연혁이다.
- 1920년 4월 : 사가 고등학교 설립.
- 1921년 3월 : 현 혼조(本庄) 캠퍼스로 이전.
- 1949년 5월 : 사가 대학 문리학부가 됨.

- 1883년 5월 : 사가현이 나가사키현에서 독립.
- 1884년 7월 : 사가 현 사범학교 설립.
- 1886년 : 사가성내로 이전. 사가 현 심상 사범학교로 개칭.
- 1898년 : 사가 현 사범학교로 개칭.
- 1928년 : 남자 사범학교와 여자 사범학교를 분리.
- 1943년 : 남자 사범학교를 여자 사범학교와 통합. 관립 사가 사범학교로 승격.
- 1949년 : 사가 대학 교육학부가 됨.

- 1925년 : 사가 현 실업보습학교 교원 양성소(佐賀縣實業補習學校敎員養成所) 설립.
- 1935년 : 사가 현립 청년학교 교원 양성소(佐賀縣立靑年學校敎員養成所)로 개칭.
- 1942년 : 신교사로 이전.
현 사가 대학 농학부 부속 농장.
- 1944년 4월 : 관립 사가 청년 사범학교로 승격.
- 1949년 : 사가 대학 교육학부가 됨.

## 캠퍼스
- 혼조(本庄) 캠퍼스: 대학 본부 캠퍼스.
- 사가현 사가시 혼조초(本庄町) 1.
- 나베시마(鍋島) 캠퍼스: 의학부 캠퍼스.
- 사가 현 사가 시 나베시마초(鍋島町) 5-1-1.

## 조직

### 학부
- 문화교육학부
  - 학교교육과정 (교원양성과정)
  - 국제문화과정
  - 인간환경과정
  - 미술공예과정
- 경제학부
  - 경제 시스템 과정
  - 경영/법률 과정
- 이공학부
  - 수리(數理)과학과
  - 물리과학과
  - 지능정보 시스템 학과
  - 기능물질화학과
  - 기계 시스템 학과
  - 전기전자공학과
  - 도시공학과
- 농학부
  - 응용생물과학과
  - 생물환경과학과
  - 생명기능과학과
- 의학부
  - 의학과 (6년제)
  - 간호학과

### 대학원
- 교육학 연구과 (석사 과정)
- 경제학 연구과 (석사 과정)
- 공학계 연구과 (석사/박사 과정)
- 농학 연구과 (석사 과정)
- 가고시마 대학 대학원 연합 농학 연구과 (박사 과정)
- 의학계 연구과

### 부속기관
- 도서관
- 의학부 부속 병원
- 농학부 부속 자원순환 필드 연구 센터 (농장)
- 문화교육학부 부속 학교 (초등학교, 중학교, 유치원, 특별지원학교)